# 한국선박금융
한국선박금융주식회사는 선박투자회사로부터 위탁받은 업무를 수행하며, 선박투자회사법에 따라 설립된 제1호 선박운용회사이다. 2003년 2월 7일에 설립되었으며, 서울시 강남구 논현동 84번지 송암빌딩 3층에 있다.

## 주주
- 대우조선해양주식회사: 35.29%
- STX조선해양주식회사: 27.06%
- 한국산업은행: 14.12%
- 수산업협동조합중앙회: 8.24%
- 한국투자증권주식회사: 8.24%
- NSB: 3.53%
- 범주해운주식회사: 1.18%
- 신성해운주식회사: 1.18%
- 한원마리타임주식회사: 1.18